# Hemeroblemma infans
Hemeroblemma infans là một loài bướm đêm trong họ Erebidae.